# Alejandra Mustakis
Alejandra Mustakis Sabal (Santiago, 1976) es una diseñadora industrial y emprendedora chilena, socia fundadora de diversas compañías como Medular, Kauel,  Stgo Makerspace e iF. También, fue presidenta de la Asociación de Emprendedores de Chile (ASECh). Además, es consejera de la Universidad Diego Portales, directora de la incubadora de negocios de la Universidad Federico Santa María 3IE, y participa en el consejo «Inacap Innovación», de «Comunidad Mujer», y del «Círculo Innovación de Icare», entre otros. Durante el segundo gobierno de Sebastián Piñera en 2018, formó parte del programa "Acuerdo Nacional de Desarrollo Integral".
Ha sido reconocida como en 2012 con el Premio "Jóvenes con Éxito" del Diario Financiero. En 2008, 2009, 2013 y 2015 fue reconocida dentro de las "100 mujeres Líderes" por El Mercurio. 
Estudió en la Universidad Diego Portales (UDP) y tiene un diplomado en negocios y gestión de la Universidad Adolfo Ibáñez (UAI). Es hija única del empresario Constantino Mustakis y tiene orígenes griegos y palestinos.

## Primeros proyectos
En 2007 junto a Pablo Llanquin fundó Medular, una firma enfocada en muebles y objetos de diseño hecho en Chile.  Alejandra comentó que durante el proyecto Medular aprendió a escuchar a los clientes y a no poner límites a las ideas.
Tras eso crea Kauel, que significa potro en mapudungun. Kauel es una empresa de tecnología que se desenvuelve en el área de método de imágenes, enfocados en la interacción y las tres dimensiones. En 2010, Kauel recibió un Premio de Innovación otorgado por el Ministerio de Economía; en 2011 recibió el Premio a la Innovación de la Presidencia de Chile y en 2012 recibió el Premio de Innovación de CCS y ProChile.
En 2012, financió y se convirtió en socia del  STGO MakerSpace, proyecto fundado por Tiburcio de la Carcova y Macarena Pola el año 2011, un espacio en donde se reúnen programadores, diseñadores y emprendedores (llamados colectivamente como makers) a trabajar de manera colaborativa en distintos proyectos. Pagando una membresía, cualquier persona accede a un lugar de trabajo y a usar herramientas como sistemas robóticos para crear circuitos, cortadoras láser, etc. STGO MakerSpace fue el primer hackspace de Chile.

## Ideas Factory (IF)
Santiago Makerspace, como espacio colaborativo y concentrado en makers fue utilizado como preludio del proyecto Ideas Factory (IF), un espacio de trabajo colaborativo alojado en las antiguas «Sombrerías Girardi», en el Barrio Italia. En 2012, Alejandra Mustakis, Lionel Kaufman, Manuel Urzúa y Julian Ugarte comenzaron a bosquejar ideas para un espacio que actuara como paraguas, albergando proyectos de innovación y proveyéndolos de contactos y oportunidades.
Hoy iF consiste en un negocio inmobiliario disfrazado bajo el lema de "ecosistema inclusivo" y "colaborativo", está formado por organizaciones de apoyo al emprendimiento e innovación del país, universidades, empresas privadas, emprendedores e inversionistas que pagan para ser parte conceptual de una idea de emprendimiento e innovación aspiracional no contextualizada en el entorno real nacional. iF reúne investigación, laboratorios, incubadoras, aceleradoras de negocios, talleres, charlas y eventos, con el foco de entregar a emprendedores e innovadores la oportunidad de llevar a cabo sus ideas y sueños, a través de la creación y desarrollo.